# Vielwurzelige Teichlinse
Die Vielwurzelige Teichlinse (Spirodela polyrhiza (L.) Schleid., Syn.: Lemna polyrhiza L.) ist eine Pflanzenart aus der Gattung Teichlinsen (Spirodela) innerhalb der Familie der Aronstabgewächse (Araceae).

## Beschreibung

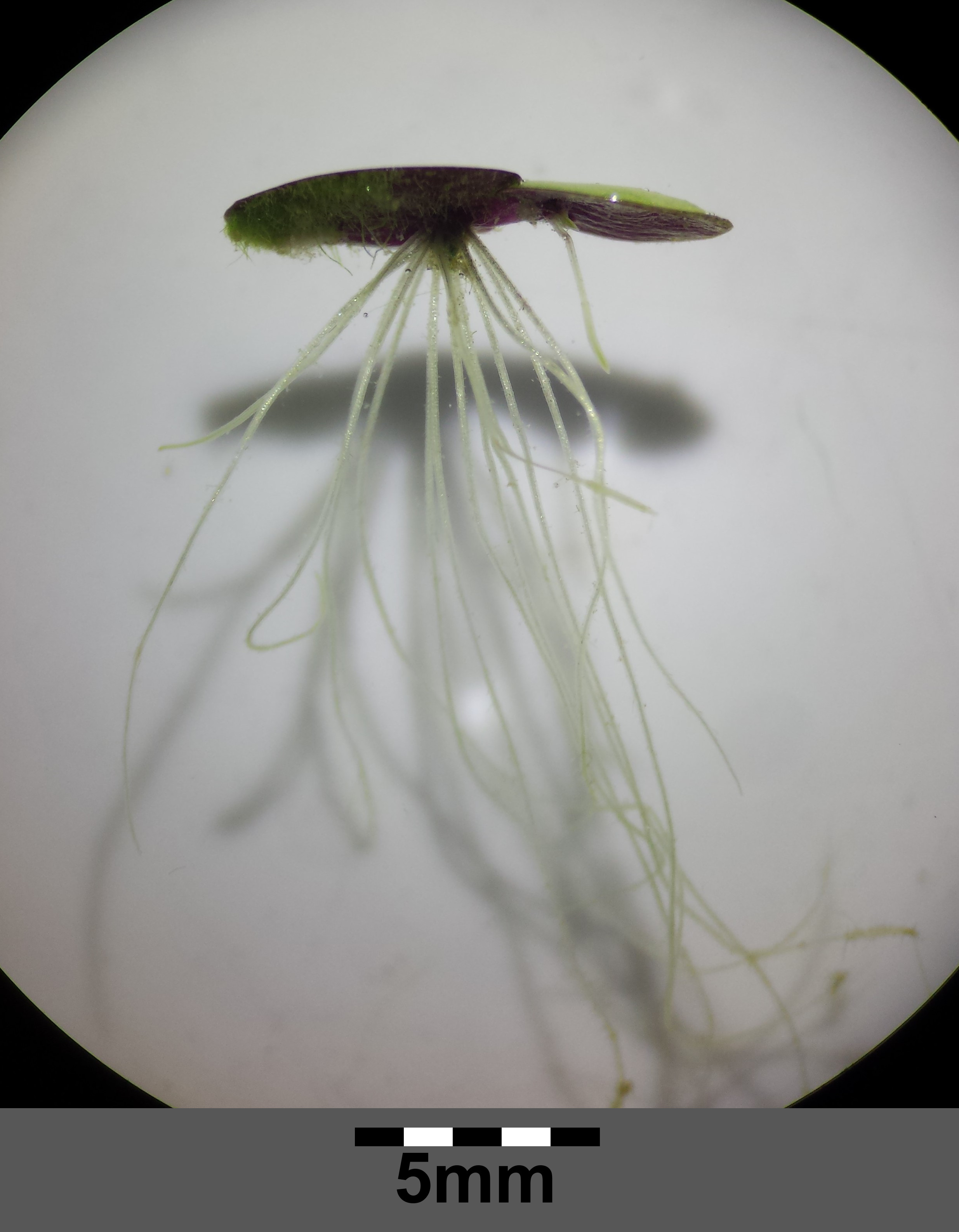
Habitus mit relativ vielen Wurzeln

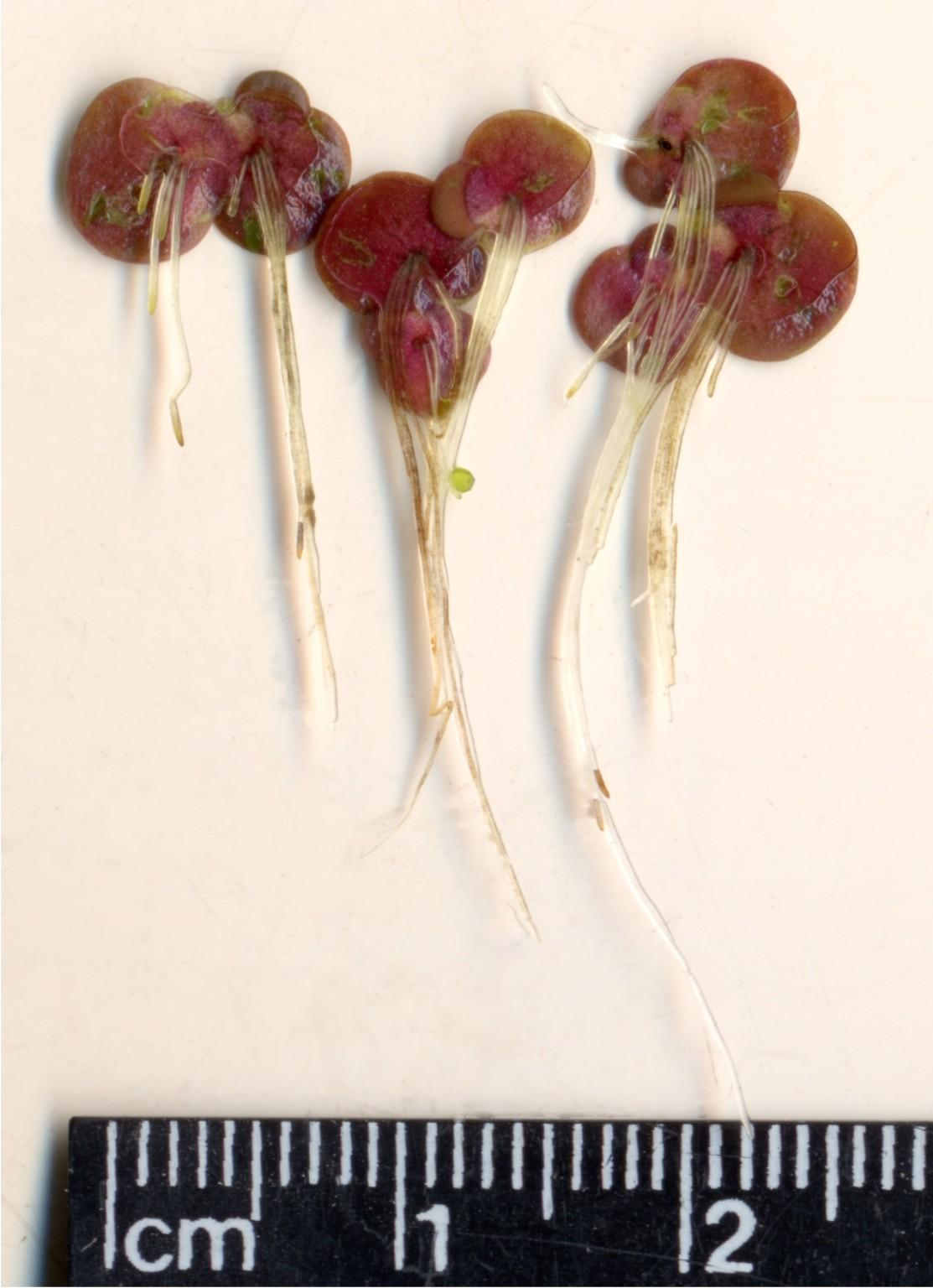
Purpurrote Unterseite mit Wurzelfäden

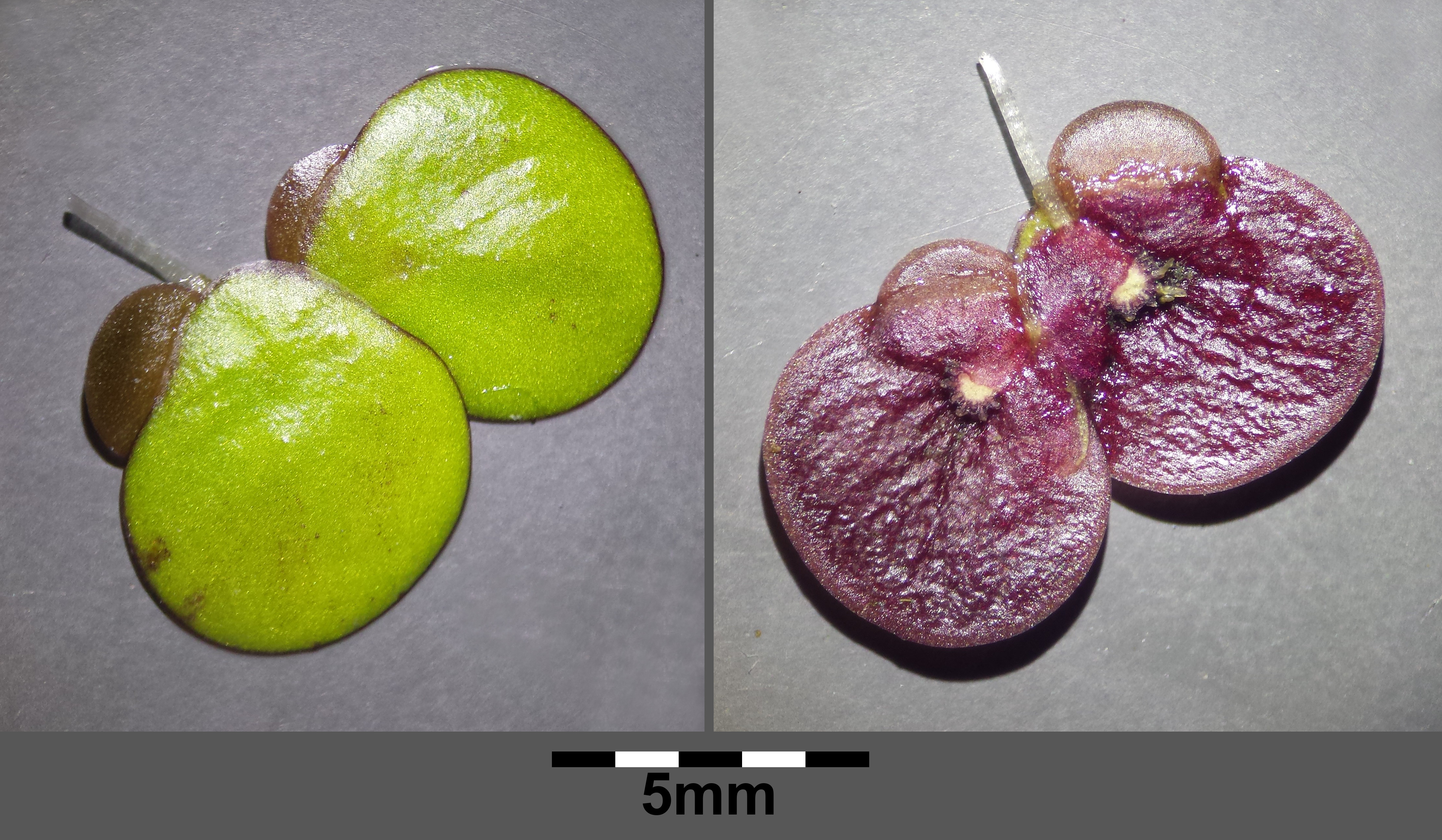
Sprossglieder mit Turionen (Wurzeln wurden entfernt)

Die Vielwurzelige Teichlinse ist eine ausdauernde krautige Pflanze. Ihre frei schwimmenden Sprossglieder sind bei einer Länge von meist 4 bis 7 (1,5 bis 10) Millimetern fast kreisrund bis verkehrt-eiförmig und auf beiden Seiten flach. Die Unterseite ist meist dunkel-purpurrot, die Oberseite ist grün bis rot. Es sind fünf bis elf Nerven vorhanden. Je Sprossglied sind meist acht (3 bis 16) Wurzeln vorhanden. Je ein bis drei, selten bis zu fünf Sprossglieder hängen zusammen. Sie bildet olivfarbene bei einer Breite von 2 bis 3 Millimetern nierenförmige Turionen aus. Im Vergleich zu den nahe verwandten Wasserlinsen (Lemna spec.) ist die Vielwurzelige Teichlinse größer, rundlicher geformt sowie stärker bewurzelt.
Die Blütezeit reicht vermutlich von Mai bis Juni oder Mai bis September oder Juni bis August. Aus Deutschland und Frankreich sind bisher keine blühenden Pflanzenexemplare bekannt geworden.
Die Chromosomengrundzahl beträgt x = 10; es liegt Tetraploidie mit einer Chromosomenzahl von 2n = 40 vor.

### Ökologie
Bei der Vielwurzeligen Teichlinse handelt es sich um einen plurienn-pollakanthen Hydrophyten. Die Vielwurzelige Teichlinse ist eine frei flottierende Schwimmblattpflanze. Die Vielwurzelige Teichlinse wird durch Wasservögel (Hydroepizoochorie) und durch Wasser (Hydrochorie) ausgebreitet.

## Vorkommen
Spirodela polyrhiza ist fast weltweit verbreitet. In Europa kommt die Vielwurzelige Teichlinse bis 65° nördlicher Breite vor. Auch in Deutschland ist die Vielwurzelige Teichlinse verbreitet und recht häufig, in West- und Mittel-Thüringen, Sachsen-Anhalt und dem Bergland allerdings nur zerstreut.
Die Vielwurzelige Teichlinse besiedelt in Mitteleuropa flache, bis 75 Zentimeter selten bis zu 150 Zentimeter tiefe, eutrophe stehende und langsam fließende Gewässer. Sie ist nur schwach tolerant gegenüber Salz. Spirodela polyrhiza ist eine Kennart der Assoziation Lemno-Spirodeletum aus dem Verband Lemnion minoris. Im Allgäu steigt sie im Weidensee bei Remnatsried bei Stötten am Auerberg in Bayern bis in eine Höhenlage von 810 Meter auf. Sonst steigt sie meist nur bis Höhenlagen von 600 Metern auf. Das höchste weltweit bisher bekannt gewordene Vorkommen liegt bei einer Höhenlage von 2900 Metern in der chinesischen Provinz Yunnan.
Die ökologischen Zeigerwerte nach Landolt et al. 2010 sind in der Schweiz: Feuchtezahl F = 5v (Überschwemmt und mit schwimmenden Organen), Lichtzahl L = 4 (hell), Reaktionszahl R = 3 (schwach sauer bis neutral), Temperaturzahl T = 4+ (warm-kollin), Nährstoffzahl N = 4 (nährstoffreich), Kontinentalitätszahl K = 3 (subozeanisch bis subkontinental).

## Taxonomie
Die Erstveröffentlichung erfolgte 1753 unter dem Namen (Basionym) Lemna polyrhiza durch Carl von Linné in Species Plantarum, Tomus II, Seite 970. Das Artepitheton polyrhiza bedeutet „vielwurzelig“. Die Neukombination zu Spirodela polyrhiza (L.) Schleid. wurde 1839 durch Matthias Jacob Schleiden in Linnaea, Band 13, Seite 392 veröffentlicht.

## Nutzung
Die Vielwurzelige Teichlinse kann im Aquarium kultiviert werden.